# Coldrain
Coldrain (コールドレイン) é uma banda de metalcore japonesa, de Nagoya, formada em 2007. A banda mistura o canto melódico com gritos típicos do género pós-hardcore.

## Carreira
Em 2009, o grupo lançou o single: 8AM,  também usado na série anime: Hajime no Ippo: New Challenger.
A banda lançou o EP: Nothing Lasts Forever dia 23 de Junho de 2010. Um dos temas, "We’re Not Alone", foi usado como tema de abertura da série anime: Rainbow: Nisha Rokubou no Shichinin. Outro tema, "Die Tomorrow" foi usado na banda sonora do jogo Pro Evolution Soccer 2011.
Em 2011, a banda participou do álbum de tributo a banda Kuroyume, Fuck the Border Line, com a canção "Chandler".

## Membros
- Masato David Hayakawa - vocal
- Ryo "Y.K.C" Yokochi - guitarra
- Kazuya "Sugi" Sugiyama - guitarra
- Ryo "RxYxO" Shimizu - baixo
- Katsuma Minatani - bateria

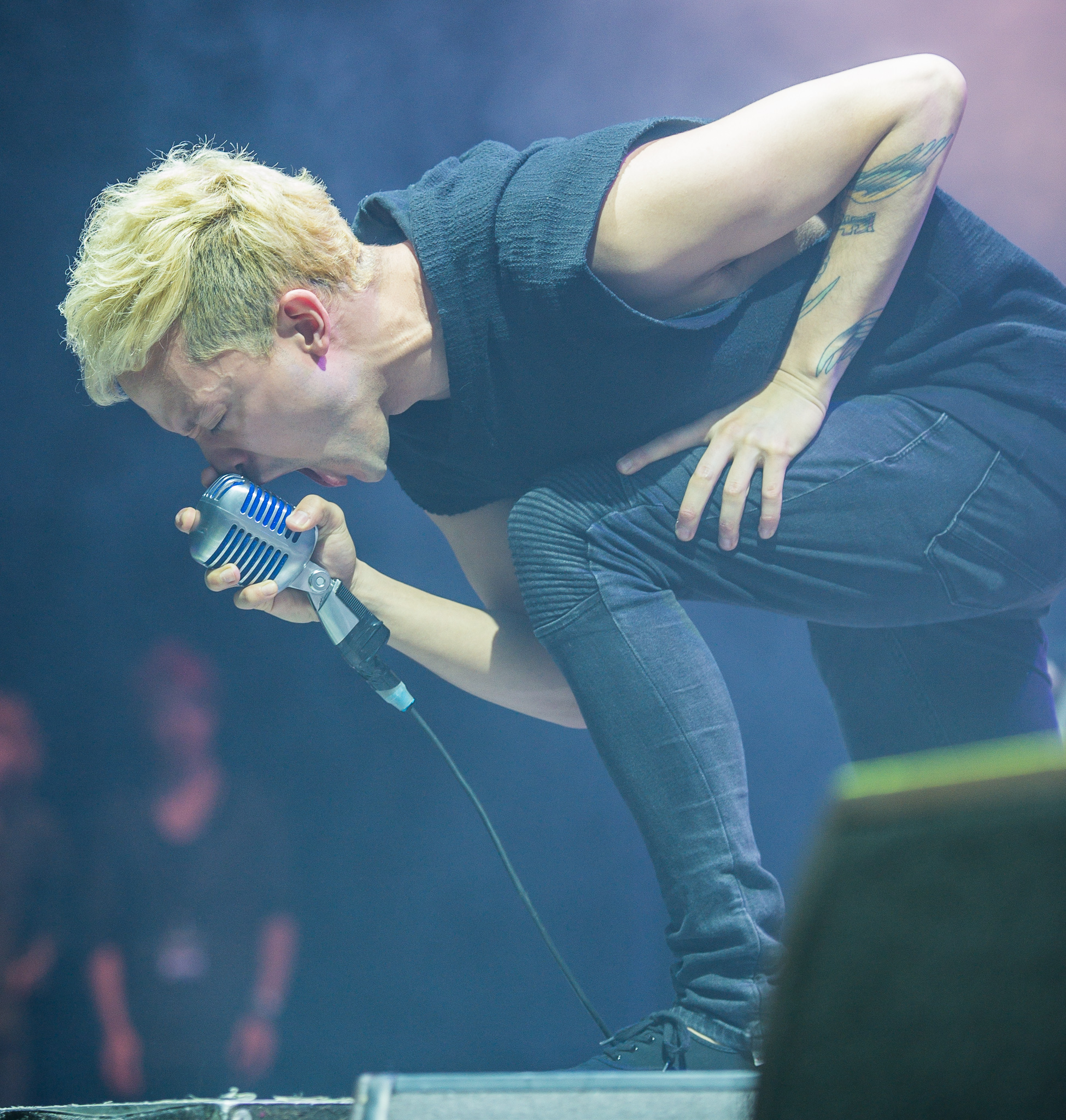
Masato
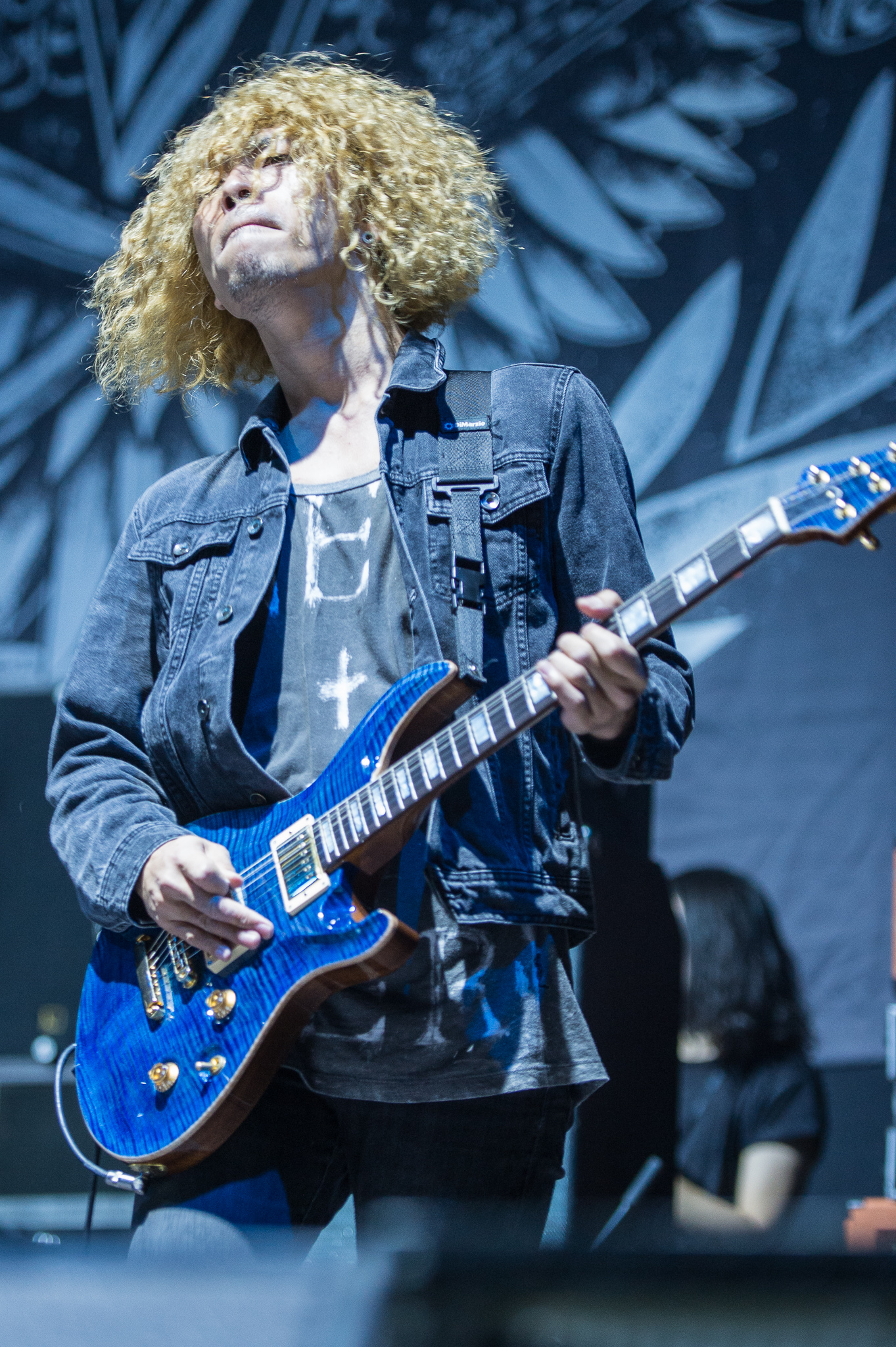
Y.K.C
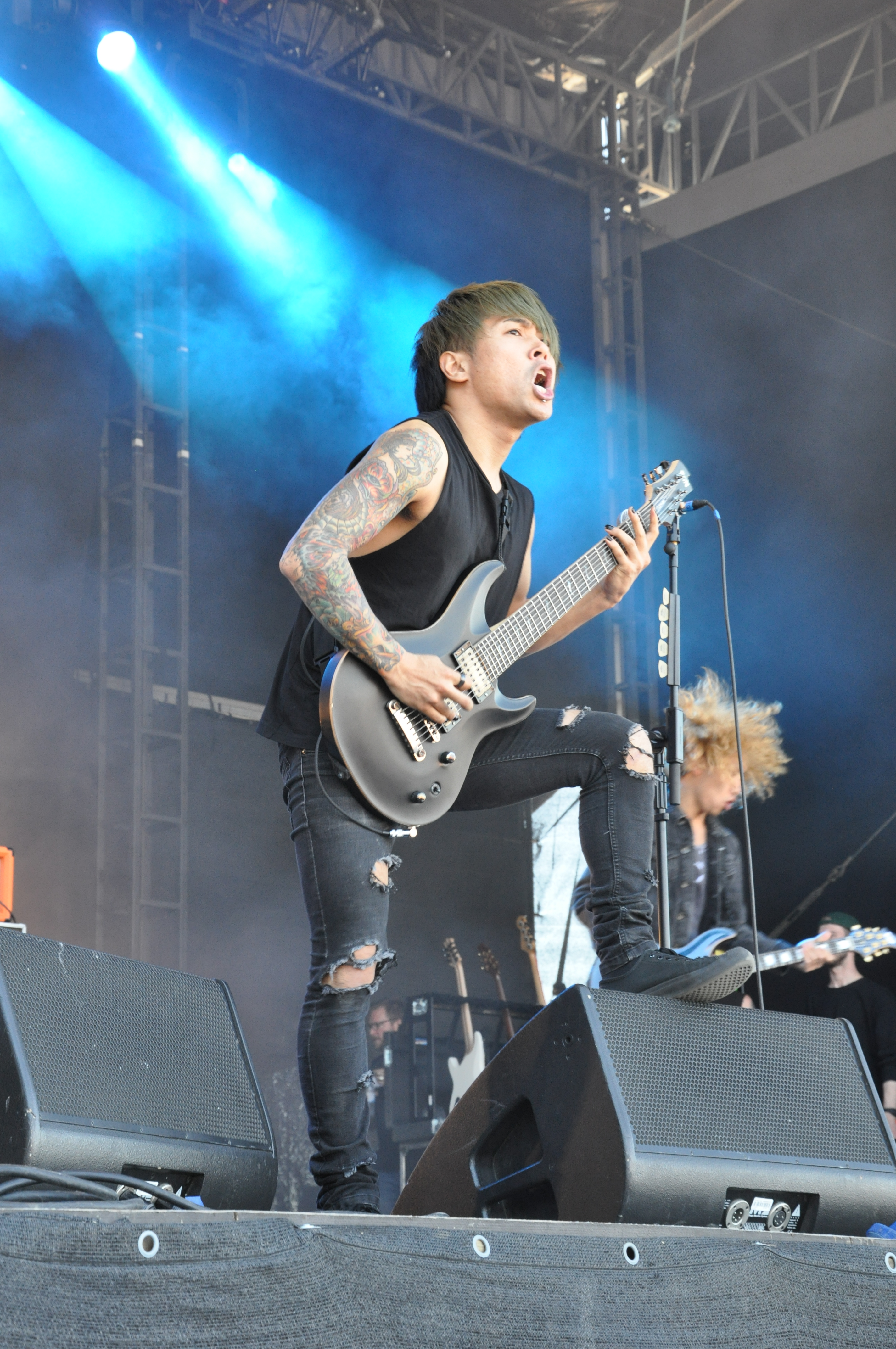
Sugi
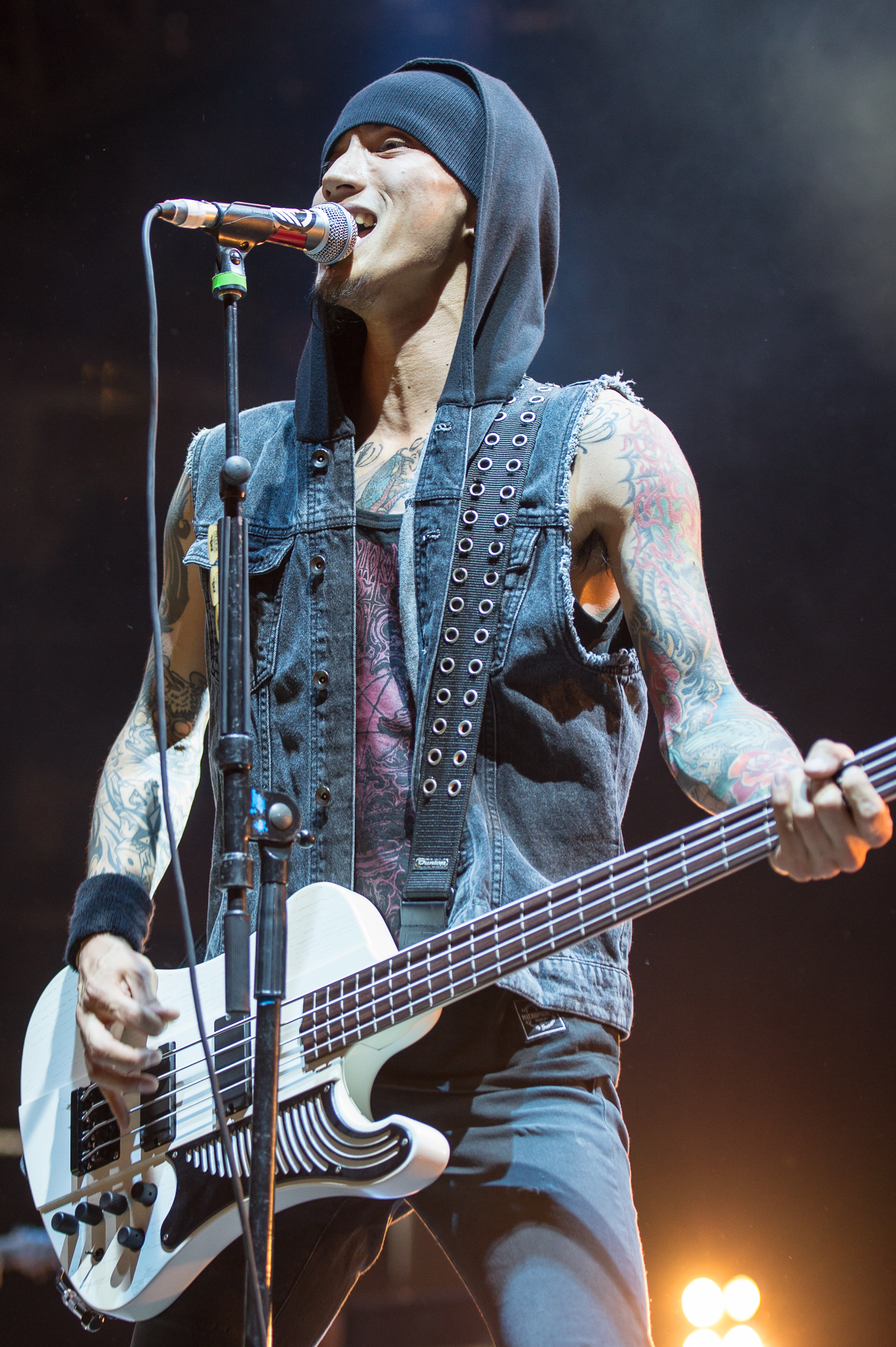
RxYxO
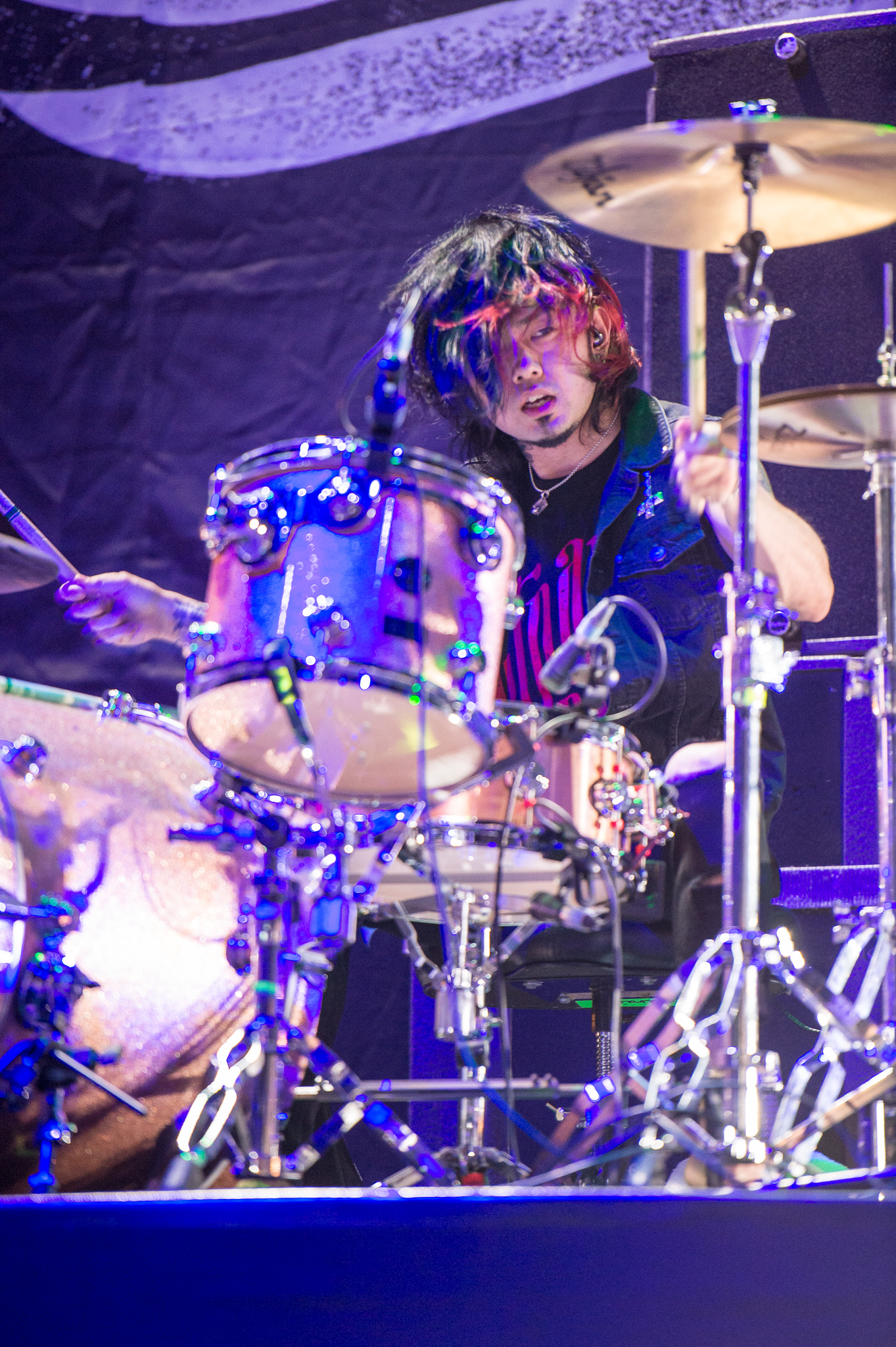
Katsuma

## Discografia

### Albums
- Final Destination (2009)
- The Enemy Inside (2011)
- The Revelation (2013)
- Vena (2015)
- Fateless (2017)
- The Side Effects (2019)
- Nonnegative (2022)

### EPs
- Nothing Lasts Forever (2010)
- Through Clarity (2012)
- Until the End (2014)

### Singles
- Fiction (2008)
- 8AM (2009)
- Vena II (2016)

### DVDs
- Three Days of Adrenaline (2011)
- Evolve (2014)
- Live At Budokan (2018)